# Округ Шелби (Индијана)
Округ Шелби (енгл. Shelby County) је округ у америчкој савезној држави Индијана.

## Демографија
По попису из 2010. године број становника је 44.436, што је 991 (2,3%) становника више него 2000. године.
| Група             | 2000.          | 2010.          |
| Белци             | 42.006 (96,7%) | 41.622 (93,7%) |
| Афроамериканци    | 330 (0,8%)     | 455 (1,0%)     |
| Азијати           | 256 (0,6%)     | 244 (0,5%)     |
| Хиспаноамериканци | 497 (1,1%)     | 1.647 (3,7%)   |
| Укупно            | 43.445         | 44.436         |